# Adalbert Kelm
Adalbert Kelm (ur. 4 stycznia 1856 w Gorzowie Wielkopolskim (niem. Landsberg an der Warthe), zm. 28 lutego 1939 w Kilonii) – niemiecki architekt i urzędnik

## Życiorys
Adalbert Kelm urodził się w domu mistrza murarskiego Wilhelma Kelma i Marii Ohrdorf. Już jako uczeń gimnazjum angażował się w działalność budowlanej firmy ojca. Po zdaniu matury uczył się w szkole budowlanej, którą ukończył w 1875. W tym samym roku zmarł jego ojciec Wilhelm i Adalbert powziął decyzję o likwidacji rodzinnej firmy. W latach 1876–1880 studiował w Akademii Budownictwa w Berlinie, a także pracował w redakcji  „Gazety Budowlanej” („Bauwerkszeitung”) oraz prowadził zajęcia w Rzemieślniczej Szkole Niedzielnej Zrzeszenia Mistrzów Budowlanych, Murarskich i Ciesielskich w  Berlinie (Gewerblichen Sonntagsschule des bundes der Bau-, Maurer- und Zimmermeister Berlins). W 1880 zdał pierwszy egzamin państwowy dla nadzorców budowlanych (Bauführerprüfung). Rok później podjął pracę jako rządowy nadzorca budowlany (Regierungsbauführer) w Wojskowej Administracji Budowlanej w Aurich, gdzie powierzono mu kierownictwo nad przebudową koszar. Pracował także jako nauczyciel w Budowlanej Szkole Rzemieślniczej (Baugewerkschule) w Holzminden. W latach 1882–1884 kierował rozbudową gimnazjum państwowego w Wilhelmshaven. Do 1887 pracował w magistracie miasta Mühlhausen w Turyngii. W tym samym roku zdał drugi egzamin państwowy i został mianowany rządowym mistrzem budowlanym w dziedzinie budownictwa naziemnego (Regierungsbaumeister). W 1891 wygrał konkurs na stanowisko miejskiego radcy budowlanego w Gliwicach i pełnił tę funkcję do 1902. W czasie jego urzędowania miasto osiągnęło znaczną rozbudowę urbanistyczną, doczekało się inwestycji w obszarach kanalizacji i wodociągów, planistycznego opracowania zabudowy kluczowych wzdłuż kluczowych ulic (obecnych: Korfantego, Ziemowita, Królowej Bony, Zwycięstwa, Dubois, Śliwki, Bł. Czesława, Zygmunta Starego i Barlickiego) oraz licznych obiektów infrastrukturalnych i użyteczności publicznej. W 1904 z powodzeniem ubiegał się o posadę w Zarządzie Budownictwa Cesarskiej Marynarki Wojennej i został zatrudniony w Urzędzie Budowlanym Marynarki Wojennej w Kilonii. Pierwszą decyzją na tym stanowisku było przeniesienie akademii i szkoły marynarki wojennej z fiordu Kilońskiego do fiordu Flensburg. Następnie wspólnie z Eugenem Finkiem przygotował plany Szkoły Artylerii Morskiej (niem. Schiffsartillerieschule) i koszary strzeleckie (dziś Sønderborg Barracks) w Sønderborg (niem. Sonderburg), które zostały wzniesione w latach 1905–1907. W tym czasie pracował również nad planami uznawanej za jego największe dzieło Szkoły Marynarki Wojennej we Flensburgu-Mürwiku, której budowa trwała w latach 1907–1910. Zespół „budynku zamkowego” szkoły jest do dziś uznawany za główne dzieło okresu wilhelmińskiego ( por. Wilhelminizm ). Do 1910 był Inspektorem Budownictwa Garnizonowego, a także otrzymał tytuł Honorowego Radcy Budowlanego. Awansował w hierarchii urzędników budowlanych aż do Radcy Budowlanego Intendentury Marynarki Wojennej.
Adalbert Kelm prowadził także pracę naukowo-badawczą. W swoich publikacjach zajmował się tematyką reformy budownictwa mieszkaniowego, tanimi formami budownictwa mieszkaniowego, a także sposobami przezwyciężania niedoboru mieszkań po pierwszej wojnie światowej.

## Publikacje
- Wkład w reformę mieszkalnictwa ze szczególnym uwzględnieniem małego budownictwa mieszkaniowego. Fischera Jena 1911
- Przewaga ekonomiczna domu jednorodzinnego z ogrodem nad domem piętrowym. W: Gartenstadt, korespondencja Niemieckiego Towarzystwa Miast Ogrodów , 7 rok 1913, 7, s. 126
- Tańczenie małego budownictwa mieszkaniowego. Wkład w problematykę osadnictwa wojowników. Kilonia 1919
- Budynek z gliny. Sposób na walkę z niedoborem mieszkań. Lipsk 1920
- Raport Biura Budowy Marynarki Wojennej Kiel-Wik. W: Rocznik Szlezwiku-Holsztynu 1927, 17, s. 124

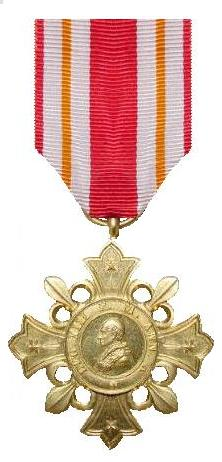
Papieski Krzyż Honorowy (wer. z 1888r.)

## Odznaczenia i godności
- Papieski Krzyż Honorowy „Pro Ecclesia et Pontifice” (1910)[5]
- jego imieniem nazwano ulicę prowadzącej do Szkoły Marynarki Wojennej w mieście Flensburg (11 listopada 1911)

## Najważniejsze dokonania
Za najbardziej płodny okres w działalności Kelma można uznać okres gliwicki, zaprojektował, opracował i nadzorował wykonanie:
- planów zabudowy ulic: Korfantego, Zwycięstwa, Błogosławionego Czesława, Ziemowita, Królowej Bonny, Dubois, Śliwki oraz przedłużenia ul. Barlickiego i Zygmunta Starego
- planów regulacji ulic: Nad Kłodnicą, Strzody, Wrocławskiej oraz ulic w Szobiszowicach i na Zatorzu
- planów regulacji rzeki Kłodnicy i tzw. Dzikiej Kłodnicy (niem. Wilde Klodnitz),
- założenia kanalizacji miejskiej
- trzech mostów w przebiegu ulicy Zwycięstwa, mostu na rzece Ostropce, drewnianego mostu na Kłodnicy oraz wiaduktu kolejowego nad kanałem Kłodnickim
- obiektów infrastruktury i użyteczności publicznej: azylu dla bezdomnych, remizy straży pożarnej, targu końskiego i bydlęcego z zabudowaniami towarzyszącymi, budowa 4 i rozbudowa dwóch szkół podstawowych, rzeźni miejskiej z bocznicą kolejową, giełdy zbożowej, restauracji “Zameczek Leśny” - waldschloss, wieży ciśnień wraz z wodociągiem (50 km rur), kaplicy cmentarnej, budynku urzędowego w Szobiszowicach oraz kościoła ewangelickiego w Łabędach
- projekt budynku mieszkalnego rodziny Kelm przy dawnej Teuchertasse 37 (Zygmunta Starego 37) w Gliwicach.
- przygotowanie projektów domu starców, szkoły średniej, drugiej wieży ciśnień, rozbudowy wodociągu, kanalizacji całego miasta, regulacji Kłodnicy, kolonii robotniczej[2]

Poza pracą w Gliwicach na szczególne wyróżnienie zasługują:
- wieże ciśnień w Kilonii–Wik(inne języki) i Flensburgu-Mürwiku;
- Szkoła Artylerii Okrętowej i koszary strzelców (Sønderborg Kaserne(inne języki)) w Sonderburgu (we współpracy z Eugenem Finkiem);
- kościół garnizonowy św. Henryka w Kilonii(inne języki)[6]
- uznawana za największe dzieło – Szkoła Marynarki Wojennej we Flensburgu-Mürwiku(inne języki)  (zwana także Rote Burg an der Förde – czerwony zamek nad fiordami).

## Galeria

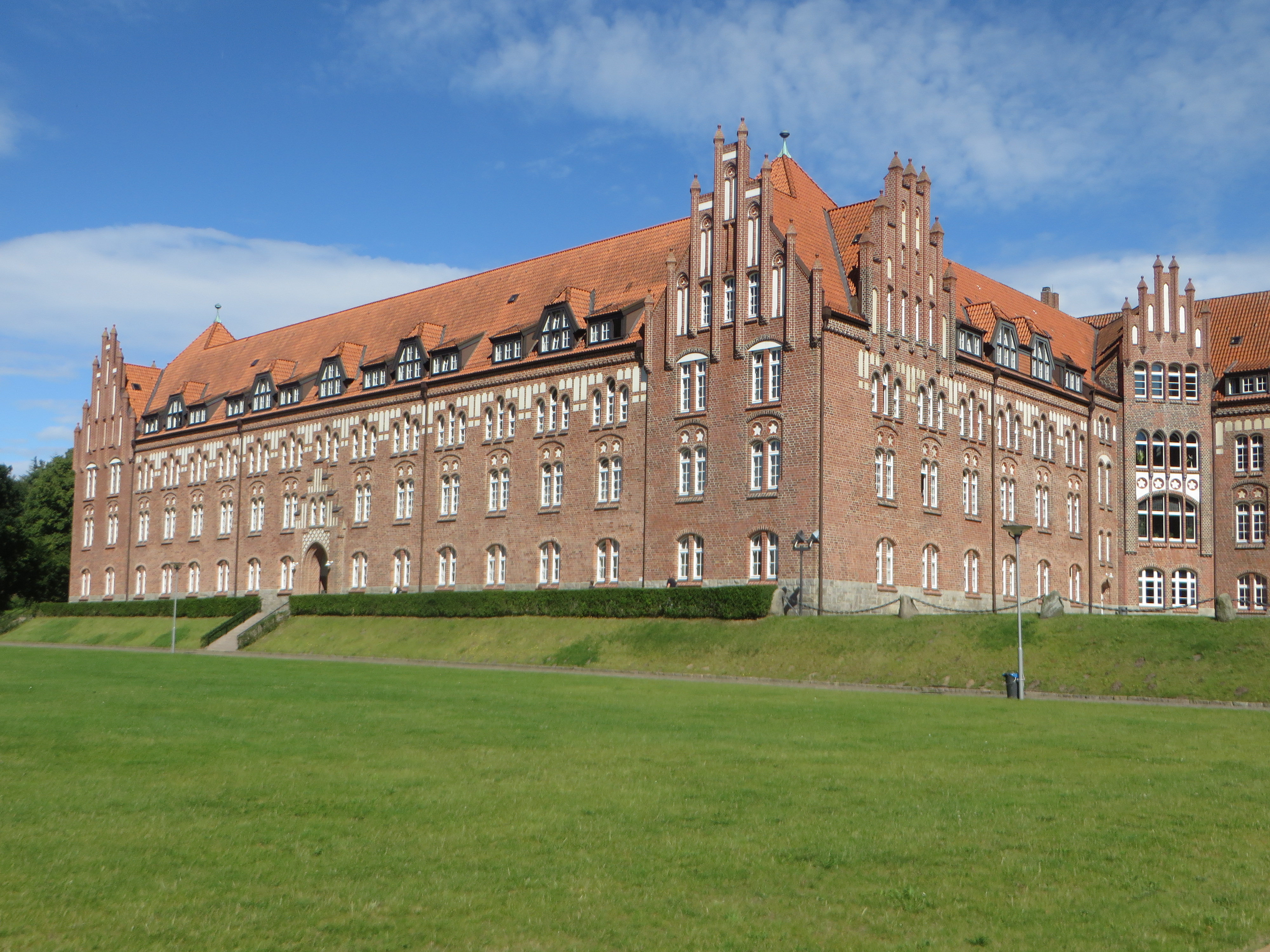
Szkoła Marynarki Wojennej we Flensburgu
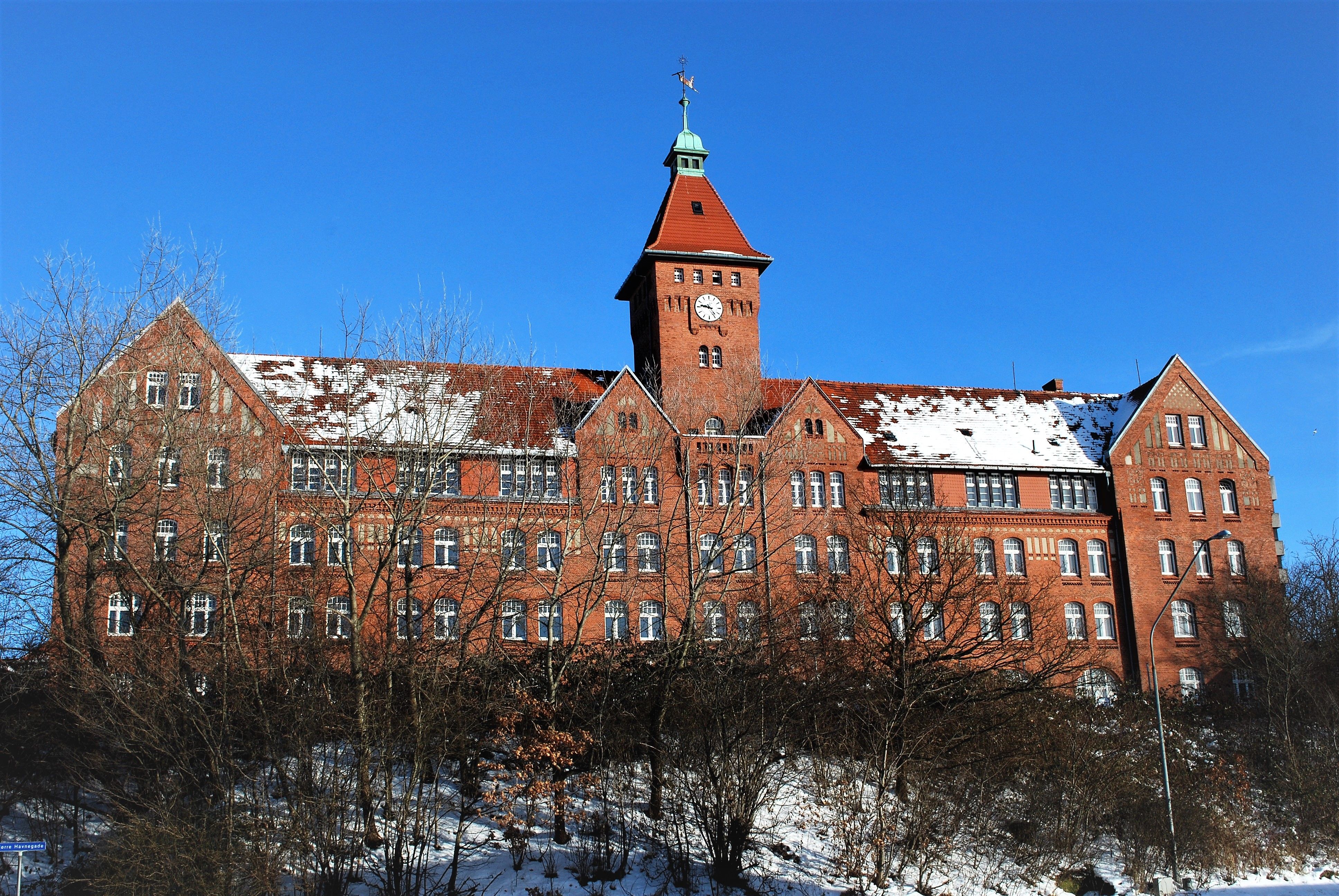
Sønderborg Kaserne w Sønderborgu
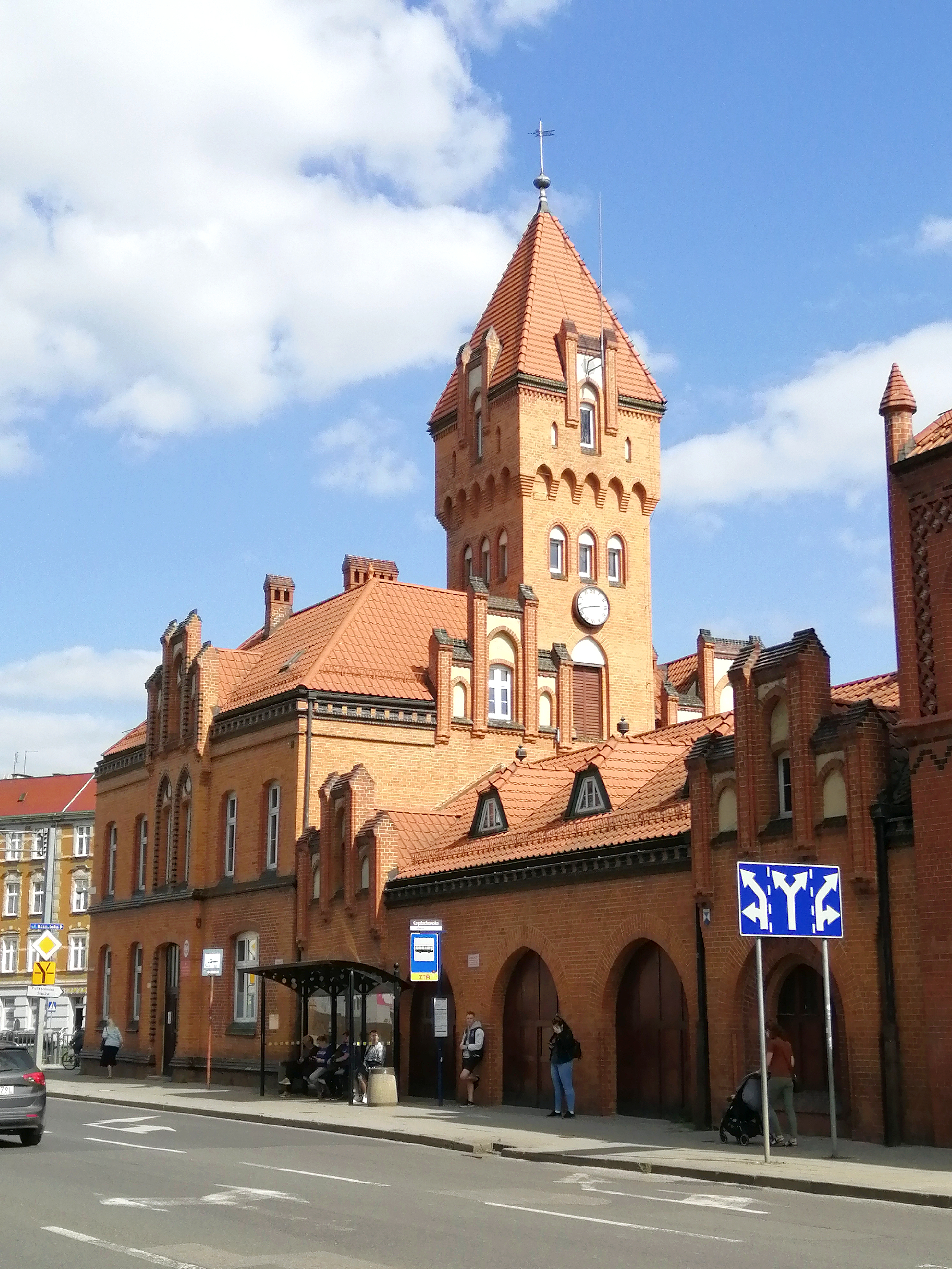
Straż pożarna w Gliwicach
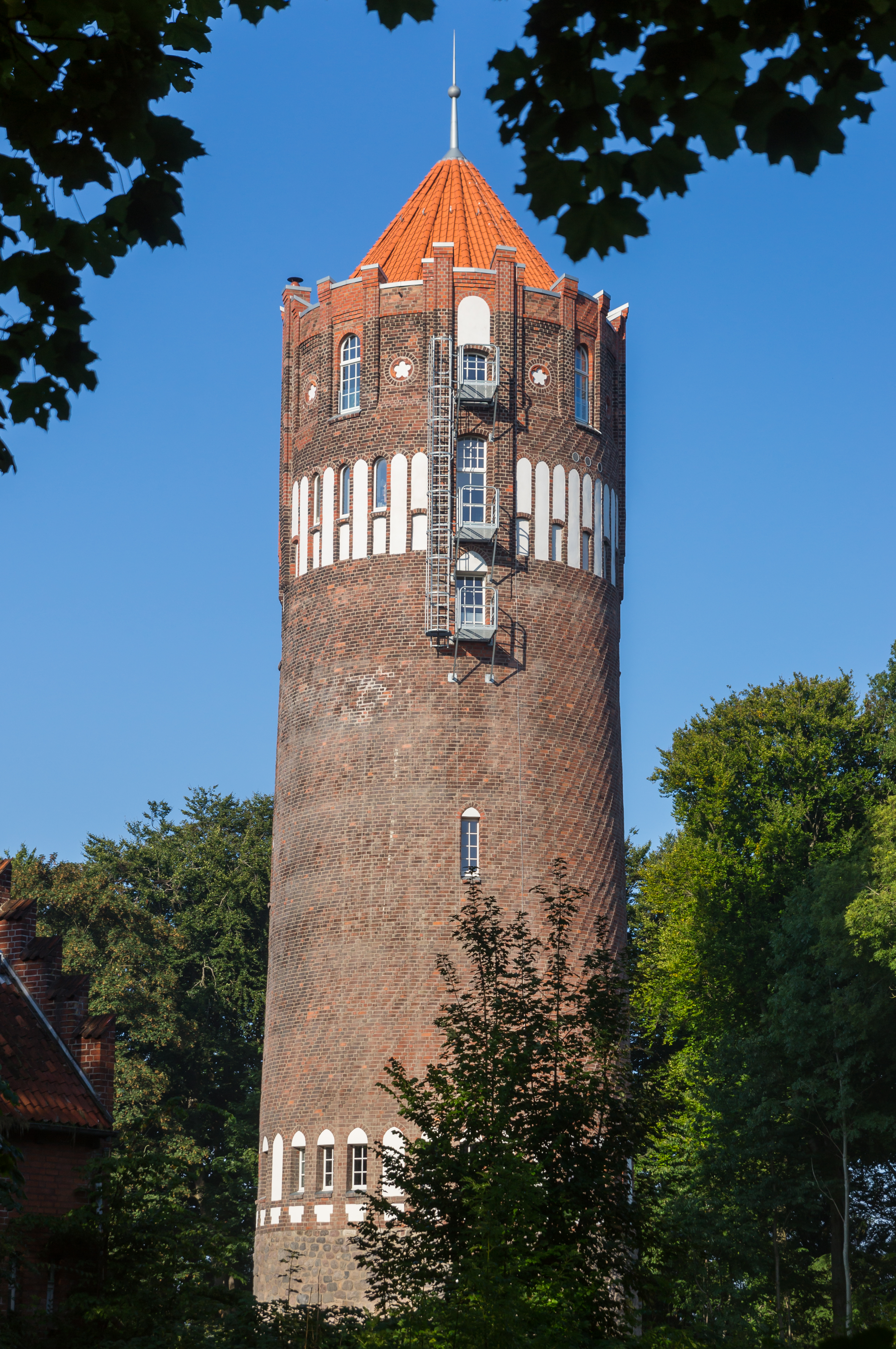
Wieża ciśnień we Flensburgu
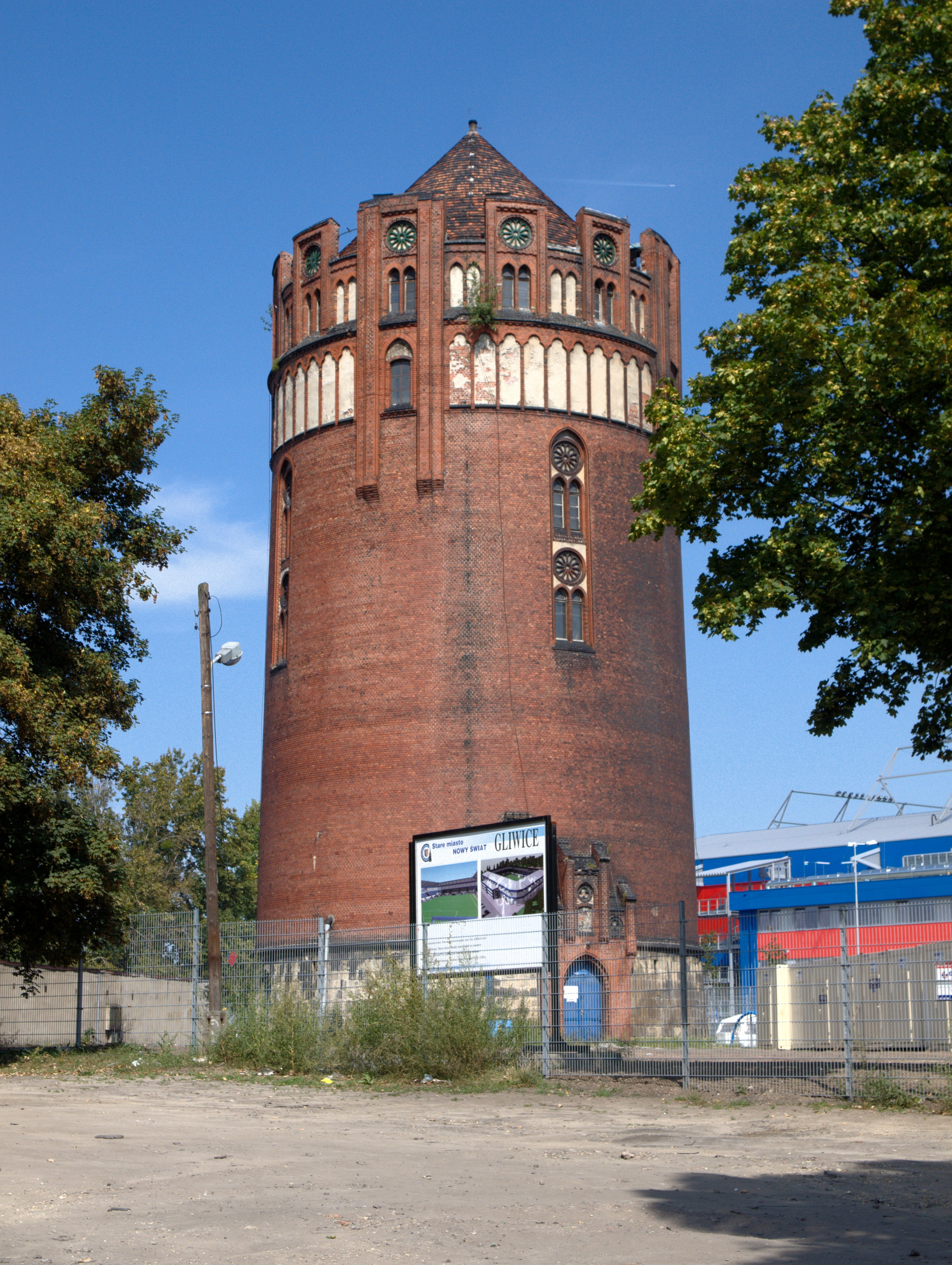
Wieża ciśnień w Gliwicach
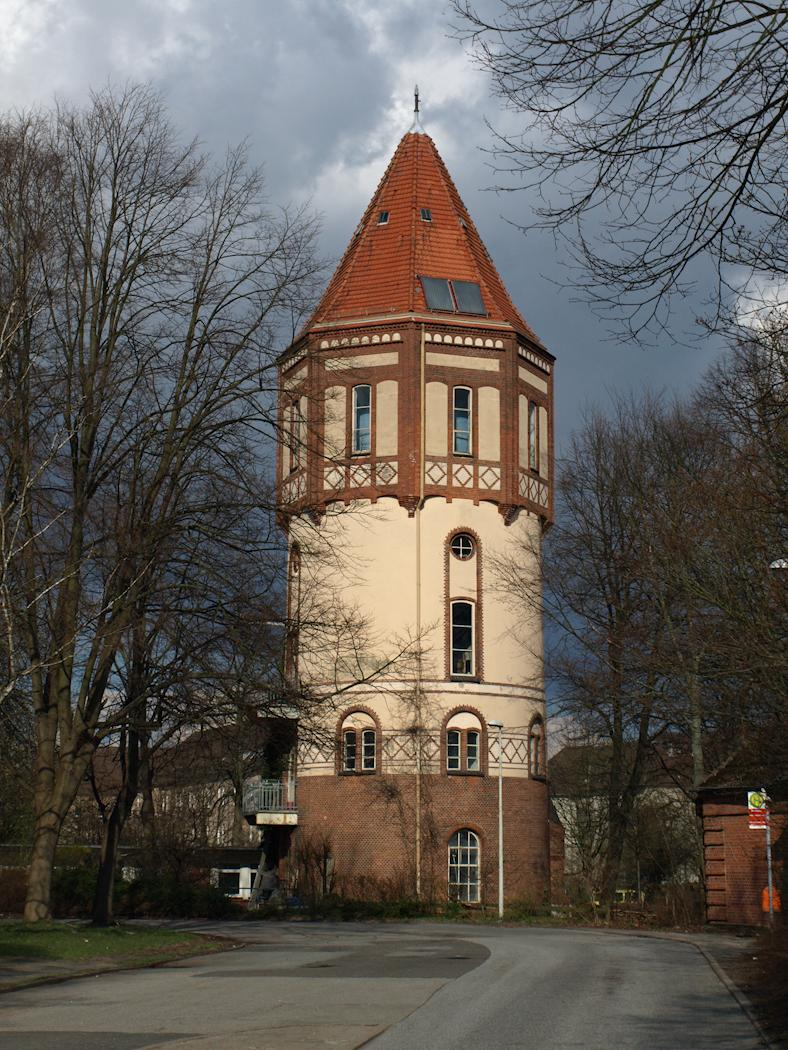
Wieża ciśnień w Kilonii
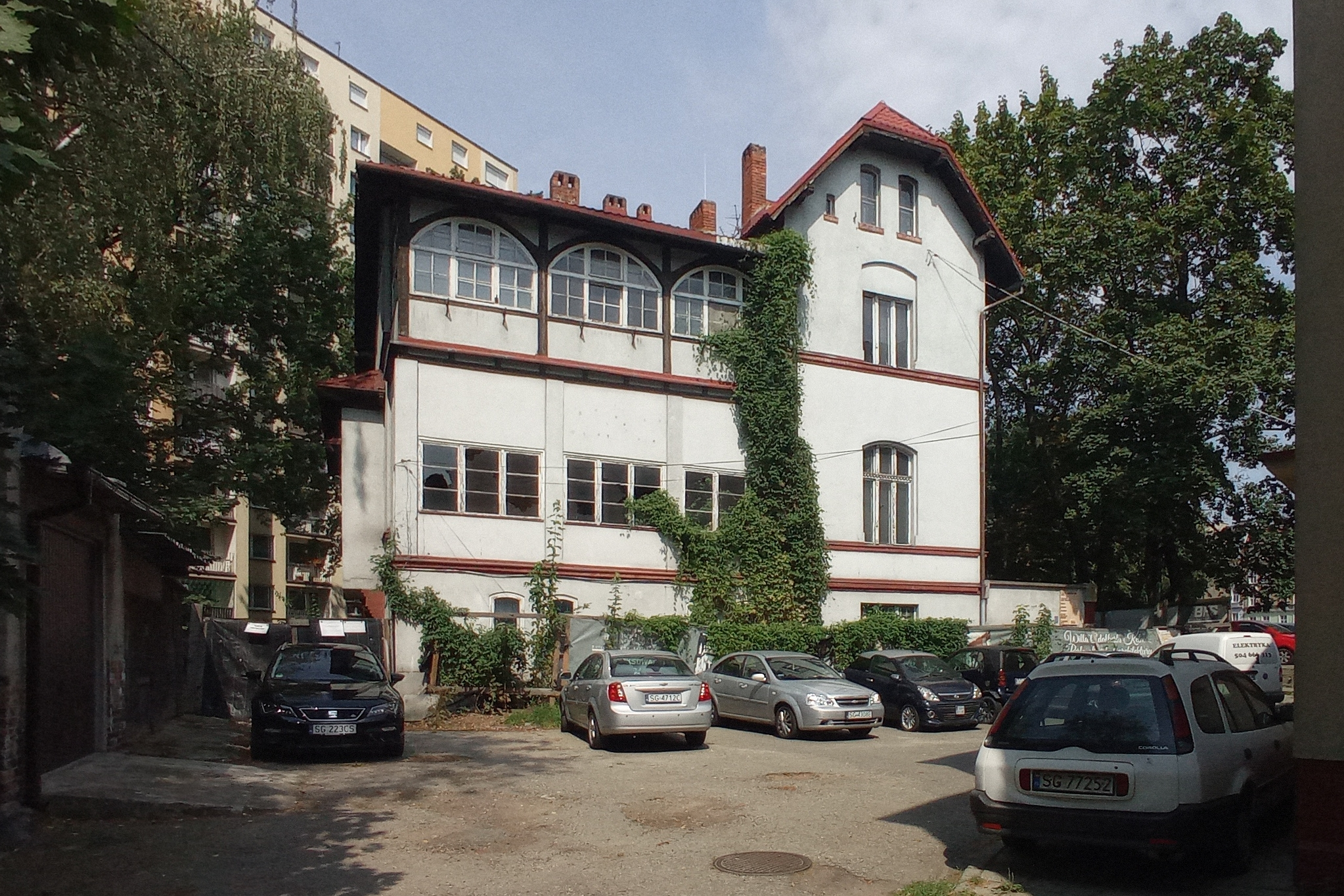
Willa własna w Gliwicach